# Gérard Macé
Gérard Macé (* 4. Dezember 1946 in Paris) ist ein französischer Dichter, Essayist und Fotograf.

## Leben und Werk
Gérard Macé war Französischlehrer und veröffentlichte ab 1974 zahlreiche Werke, die zwischen Dichtung und Essay stehen. Die Kritik spricht von poetisiertem Essay oder essayistischer Poesie. Gegenstand seiner Bücher ist oft die Sprache, sei es die literarische Sprache (von Arthur Rimbaud, Tristan Corbière, Gérard de Nerval oder Marcel Proust), sei es die zu entziffernde Sprache der Hieroglyphen (in Le Dernier des Égyptiens, 1988, über Jean-François Champollion) oder das Chinesische und seine Kultur. Ab 1997 wandte er sich zunehmend der Fotografie zu.
Macé erhielt 1980 den Prix Femina Vacaresco, 2002 den Prix Roger Caillois und 2008 den Grand Prix de Poésie der Académie française für sein dichterisches Lebenswerk.

## Werk auf Deutsch
● Wie wird man William Kentridge. Übersetzt von Elisabeth Edl. Droue-sur-Drouette: Éditions la Pionnière 2020.
● Tagesreste. Gedichte. Übersetzt von Elisabeth Edl und Wolfgang Matz. Sinn und Form, 5/2024.

### Handbuchliteratur
- Jean-Michel Maulpoix: Histoire de la littérature française. XXe. 1950/1990. Hatier, Paris 1991, S. 421–422.